# Cinéma underground
Le cinéma underground est une variété du cinéma expérimental, essentiellement américaine à l’origine, figurative sans être narrative, qui se situe au croisement entre divers types de cinémas indépendants de contestation (formelle ou politique), liée historiquement à la contre-culture. Le terme fait florès surtout dans les années 1960.

## Tentatives de définitions
Les divers historiens ne s'accordent pas sur la date d'apparition de ce mot composé ni sur le (ou les) groupe (s) de films qu'il englobe.
Jonas Mekas écrit, dans Une histoire du cinéma : « Vers 1960, une expression assez générale, le New American Cinema, puis en 1961, après le discours de Duchamp à Philadelphie (où il déclara que l'artiste de demain « will go underground »), l'expression cinéma underground, aux connotations semi-politiques (s'accordant parfaitement à l'esprit du temps), devint courante ».
D'autres sources créditent le critique Manny Farber comme la personne qui aurait, la première, liée film et underground en 1957.
Dans les années qui suivent, on englobe, dans ce corpus, des films réalisés dès les années 1940, comme l'onirique Meshes of the Afternoon, de Maya Deren et Alexander Hammid (1943) ou le documentaire, rythmé et novateur, Jammin' the Blues, de Gjon Mili (1944).
Ce terme d’underground ne marque pas, dans les faits, la naissance d'un nouveau type de cinéma ; les pratiques artistiques y sont des plus disparates, et c'est plutôt ce fatras qui le caractérise (une haine commune du système en place unit ces cinéastes). De cooptations en raccourcis, c'est plutôt un état d'esprit que ce qualificatif a fini par désigner. On trouve là les « anciens » comme Kenneth Anger, James Broughton, Gregory Markopoulos (en), Bruce Conner, Jonas Mekas, Stan Brakhage et des nouveaux venus, comme Hollis Frampton, Michael Snow, Andy Warhol, qui iront au-delà de cette aventure, que Dominique Noguez, dans Une renaissance du cinéma, clôt en 1969. Toutefois, l'appellation de cinéastes underground perdure pour Kenneth Anger ou Jack Smith.
Selon Raphaël Bassan dans l’Encyclopædia Universalis : « Les bouleversements dont le mot underground se fait le fédérateur sont d'ordre sociopolitique. Les années 1960 voient la contestation embraser tous les domaines : lutte contre la censure (Mekas ira en prison pour avoir projeté Un chant d'amour, de Jean Genet, 1950), contre la guerre du Vietnam, pour les droits civiques des minorités, pour la reconnaissance de la culture gay... Le cinéma underground est en phase avec tous ces mouvements : même l'abstrait James Whitney donne avec Lapis (1966) un modèle de mandala filmique réalisé à l'ordinateur analogique, avec comme accompagnement sonore un râga indien. Il obéit alors à une même utopie contre-culturelle (par rapport au modèle occidental) qu'Allen Ginsberg ou les Beatles.
Quelle que soit la date exacte où ce vocable apparaît (entre 1957 et 1961), on l’a longtemps appliqué, rétrospectivement, à un certain type de cinéma américain né au lendemain de la guerre. Cela va des films expérimentaux tourmentés de Maya Deren et de Kenneth Anger, à certaines productions indépendantes comme On the Bowery de Lionel Rogosin (1955), sur les clochards du cru, Pull My Daisy de Robert Frank et Alfred Leslie (1959), une fiction documentaire sur la Beat Generation (ce film a d’ailleurs été écrit par Jack Kerouac) ou, encore, Pestilent City de Peter Emanuel Goldman (1965).

## Évolutions
Comme le signale Dominique Noguez dans son livre, la période qui va de 1962 à 1969 — c'est-à-dire d’un mouvement de contestation généralisée (mais qui se veut souterraine, sans compromis avec les institutions culturelles ou politiques) dont le terme underground est un peu la blason —, connaît de profondes mutations. Les repères évoluent sous l’effet de la légitimation culturelle. Le « milieu » s’organise, avec la fondation, en 1962, à New York, de la Film-Makers' Cooperative par Mekas et quelques amis (qui permet aux cinéastes de diffuser eux-mêmes leurs films), puis en 1970, avec la mise sur pied par le même Mekas, aidé par Stan Brakhage, P. Adams Sitney et Peter Kubelka, de l'Anthology Film Archives, une cinémathèque spécialisée dans le cinéma expérimental et indépendant. Les musées en tiennent compte qui consacrent des rétrospectives aux grands noms de ce cinéma, qui commence à être enseigné. Dans son livre, Visionary Film, paru en 1974, P. Adams Sitney en fait un art majeur, en convoquant, comme référents, les pères de la culture américaine tel, entre autres, l'écrivain Henry David Thoreau.
Dès 1966, de nombreux cinéastes ne souhaitent plus figurer sous l’appellation d’underground qu’ils jugent restrictive.
La théorisation, par P. Adams Sitney, du cinéma structurel en 1969, puis la multiplication de textes sur le cinéma expérimental comme pratique légitimée, font tomber le terme d’underground en désuétude.
L’exemple de Ken Jacobs est symptomatique de cette évolution : Blonde Cobra (1963) est un film délirant, lyrique, camp, tandis que Tom, Tom the Piper Son (1969), remontage d’un film homonyme de 1905 par la technique du found footage, est une œuvre sophistiquée, cérébrale, une des pièces maîtresse du cinéma structurel.
En France, des artistes comme Pierre Clémenti, Étienne O’Leary, ou le cinéaste espagnol Adolfo Arrieta établi à Paris, revendiquent, dans les années 1960, cette appellation de cinéastes underground, mais, aussi, beaucoup d'autres réalisateurs de par le monde. Les programmations qui ont, alors, lieu, en France (au Centre américain du Boulevard Raspail, à la Cinémathèque française), et les échos (sous forme de simples annonces le plus souvent) qu’elles trouvent dans des publications comme Actuel, donnent encore un peu de voix au cinéma underground.
Toutefois, c’est en février 1968 que parait, dans La Nouvelle Revue française, le premier texte sérieux sur le sujet, signé de Dominique Noguez : Une nouvelle révolution cinématographique  (repris dans, Éloge du cinéma expérimental, livre réédité en 2010). L’auteur avait découvert le cinéma underground américain (comme beaucoup de gens de sa génération), à l’automne 1967, lors de la vaste rétrospective organisée par la Cinémathèque française sous le libellé Avant-garde pop et beatnik.
Une nouvelle génération de critiques, souvent cinéastes et/ou programmateurs, va commencer, dans la voie ouverte par Noguez, à écrire sur ce cinéma : Dominique Païni, Claudine Eizykman (en), Guy Fihman, Raphaël Bassan, Gérard Courant, Hervé Delilia, Élisabeth Ayala, Frédérique Devaux, Dominique Willoughby, Patrick de Haas, Prosper Hillairet, Christian Lebrat, Nicolas Villodre, Michel Amarger, Alain-Alcide Sudre, Yann Beauvais, Nicole Brenez, entre autres. Ils seront relayés, à partir de la fin des années 1990, par de nouveaux auteurs qui ont étudié le cinéma expérimental dans les facultés.
Aujourd’hui, le terme le plus usuel, qui fédère tous ces types de cinéma (underground, structurel, différent), est : cinéma expérimental.
Un film underground nécessite la présence de sujets humains. Or, la pratique du cinéma abstrait, structurel, de found footage, le cinéma de laboratoire, le recours aux images de synthèse dans le cinéma expérimental contemporain rendent, même au niveau de son rendu esthétique, ce qualificatif caduc. Le terme underground s'est largement vulgarisé de nos jours et désigne une catégorie de cinéma marginale et/ou transgressive (parfois, il devient synonyme de film culte). Les premiers films de Jim Jarmusch, John Waters, Robert Kramer, Paul Morrissey, Carmelo Bene, ou Werner Schroeter ont été qualifiés d'underground, mais aussi Fritz le Chat de Ralph Bakshi (1972), par exemple.
Le vocable perdure, à un degré ou à un autre, dans les esprits. Tel ou tel festival reprend, au cours des décennies, ce terme comme le Lausanne Underground Film and Music Festival.

## Quelques figures importantes
- Kenneth Anger (1927-2023)
- Gregg Araki (1959-)
- Adolfo Arrieta (1942-)
- Carlos Atanes (1971-)
- Michel Auder (1945-)
- Scott Barley (1992-)
- Michel Baulez (1948-)
- Hervé Bay (?)
- Carmelo Bene (1937-2002)
- Jean-Pierre Bouyxou (1946-)
- Stan Brakhage (1933-2003)
- Michel Bulteau (1949-)
- Jörg Buttgereit (1963-)
- Shirley Clarke (1919-1997)
- Pierre Clémenti (1942-1999)
- Bruce Conner (1933-2008)
- Tony Conrad (1940-2016)
- Gérard Courant (1951-)
- Tonino De Bernardi (1937-)
- Storm de Hirsch (en) (1912-2000)
- Maya Deren (1917-1961)
- Marian Dora (en) (1970-)
- Robert Downey Sr. (1936-2021)
- Stephen Dwoskin (1939-2012)
- Ed Emshwiller (1925-1990)
- Matt Farley (en) (1978-)
- James Fotopoulos (en) (1976-)
- Hollis Frampton (1936-1984)
- Dmitrii Frolov (en) (1966-)
- Peter Emanuel Goldman (1939-)
- Curtis Harrington (1926-2007)
- Herk Harvey (1924-1996)
- Ian Hugo (1898-1985)
- Jean-Marie Straub et Danièle Huillet (1933-2022 et 1936-2006)
- Ken Jacobs (1933-)
- Sarah Jacobson (1971-2004)
- Alejandro Jodorowsky-(1929-)
- Richard Kern (1954-)
- Peter Kubelka (1934-)
- George Kuchar (1942-2011)
- Yvan Lagrange (1950-2024)
- Jean-Pierre Lajournade (1937-1976)
- Roland Lethem (1942-)
- Marie Losier (1972-)
- Bertrand Mandico (1971-)
- Gregory Markopoulos (en) (1928-1992)
- Toshio Matsumoto (1932-2017)
- Taylor Mead (1924-2013)
- Jonas Mekas (1922-2019)
- Marie Menken (1909-1970)
- Annette Michelson (1922-2018)
- George Moorse (1936-199)
- Jon Moritsugu (1965-)
- Paul Morrissey (1938-)
- Otto Muehl (1925-2013, AAO)
- Gunvor Nelson (en) '1931-)
- Nikos Nikolaïdis (1939-2007)
- Étienne O'Leary[9] (1944-2011)
- Damon Packard (en) (1967-)
- Christian Paureilhe
- Joel Potrykus (en) (1977-)
- Luther Price (en) (1962-2020)
- Yvonne Rainer (1934-)
- Jackie Raynal (1940-) et le Groupe Zanzibar
- Jacques Richard
- Peter Rinaldi (en) (?)
- Jacques Rivette (1928-2016)
- Jacques Robiolles (1935-2017)
- Ron Rice (en) (1935-1964)
- Stephen Sayadian (1953-)
- Carolee Schneemann (1939-2019)
- Werner Schroeter  (premiers films) (1945-2010)
- Paul Sharits (1943-1993)
- P. Adams Sitney (en) (1944-)
- Jack Smith (1932-1989)
- Michael Snow (1928-2023)
- Ray Dennis Steckler (en) (1938-2009)
- Chick Strand (en) (1931-2009)
- Shūji Terayama (1935-1983)
- Takahiko Iimura (1937-2022)
- Stávros Tornés (1932-1988)
- Chester Novell Turner (en) (1946-)
- Stan Vanderbeek (1927-1984)
- Agustí Villaronga (1953-2023)
- Fred Vogel (TOETAG pictures) (1976-)
- Rosa von Praunheim (1942-)
- Andy Warhol (1928-1987)
- John Waters (1946-)
- Nicholas Watson (en) (1977-)
- Peter Whitehead (1937-2019)
- Nick Zedd (1958-2022)
- Thierry Zéno (1950-2017)